# Radar Daryal

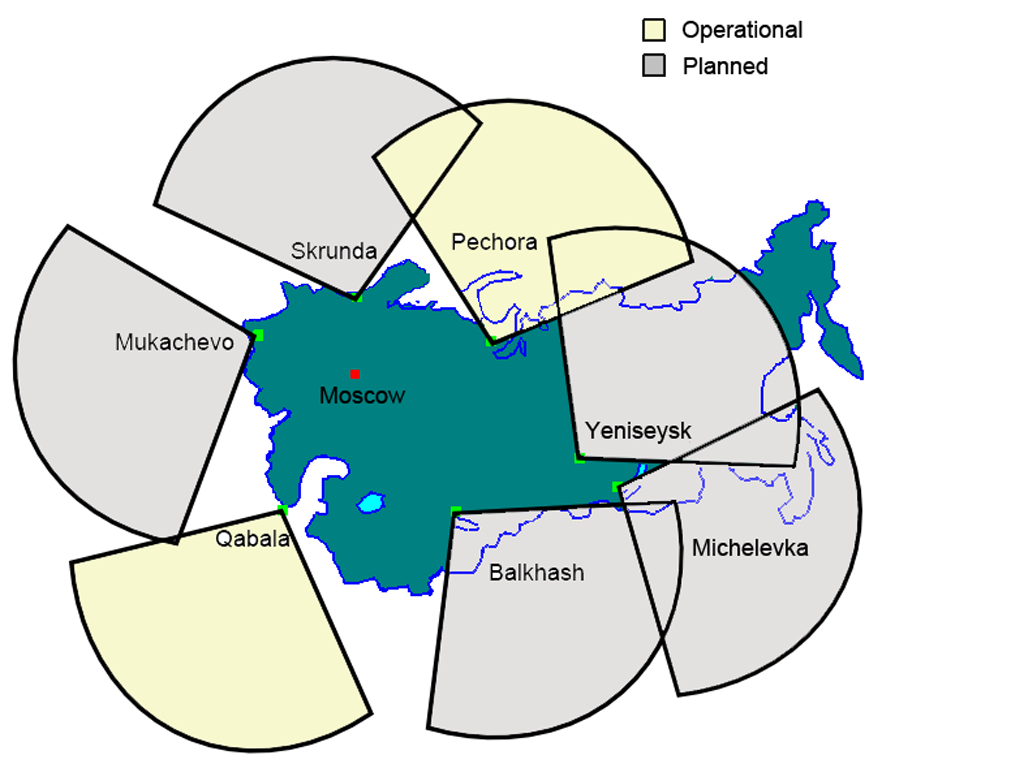
Carte montrant la couverture approximative de radars Daryal soviétiques, on y en voit 2 qui furent opérationnels et 5 qui ne le furent pas.

Le radar de type Daryal (en russe : Дарьял) (Code OTAN: Pechora) est un  radar bistatique à antenne réseau à commande de phase ayant servi à l'URSS de moyen de détection précoce d'éventuelles intrusions de missiles balistiques intercontinentaux.
Il est constitué de deux grandes antennes réseau à commande de phase distants de 500 m à 1,5 km. La surface émissive est de 30 × 40 m et la surface de réception de 80 × 80 m. Le système fonctionne en VHF à une longueur d'onde comprise entre 1,5 et 2 mètres (fréquence  de 150 à 200 MHz). Sa capacité initiale était de 50 MW avec un cible de 350 MW. Les informations sont envoyés au Centre principal d'alerte d'attaque par missile

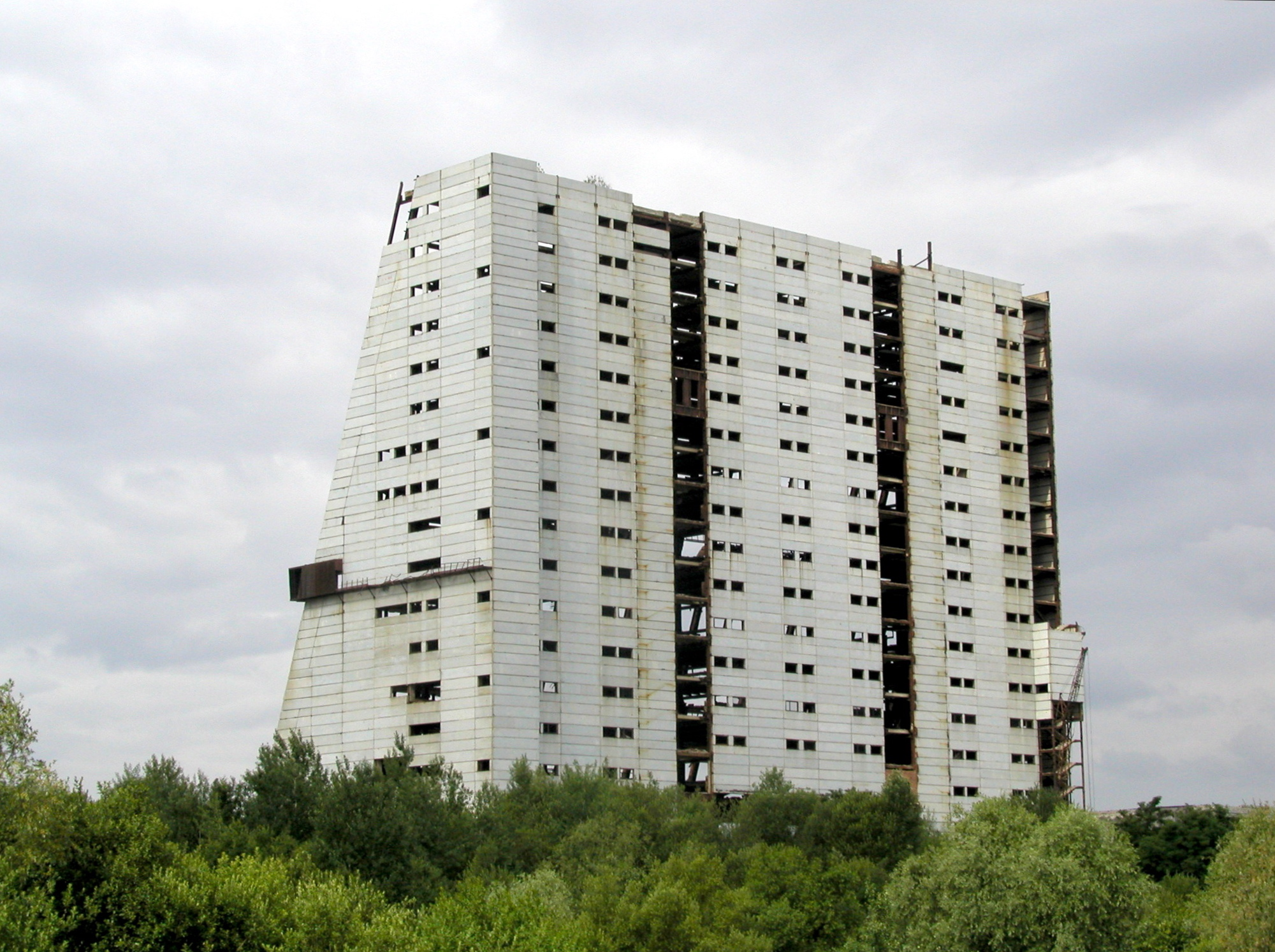
Ruine du radar Daryal-UM à Mukachevo, Ukraine.

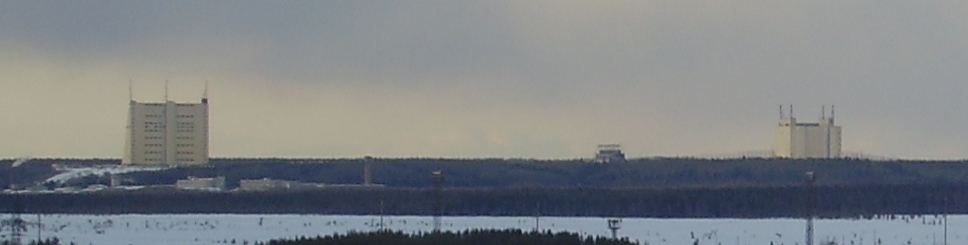
Radar Daryal à Pechora.

## Installations
| Désignation | Localisation                                       | Coordonnées                                                                                | Type      | construction | Détails                                          |
| ----------- | -------------------------------------------------- | ------------------------------------------------------------------------------------------ | --------- | ------------ | ------------------------------------------------ |
| RO-1        | Olenegorsk, Russie                                 | 68° 06′ 59,63″ N, 33° 55′ 08,69″ E receiver                                                | Daugava   | 1975         | Utilisait le radar de Dnistr comme émetteur ,    |
| RO-2        | Skrunda-1, Lettonie                                | 56° 43′ 40,92″ N, 21° 58′ 58,1″ E récepteur                                                | Daryal-UM | 1985-1994    | Démoli en 1995                                   |
| -           | Hantsavitchy, Kleck-2, Biélorussie                 | 52° 49′ 59,95″ N, 26° 28′ 31,83″ E émetteur 52° 51′ 41,98″ N, 26° 28′ 02,88″ E récepteur   | Volga     | 1986-2003    | en opération                                     |
| RO-5        | Mukachevo, Ukraine                                 | 48° 23′ 06,56″ N, 22° 48′ 01,72″ E émetteur 48° 23′ 18,41″ N, 22° 47′ 37,71″ E récepteur   | Daryal-UM | 1996         | en ruine                                         |
| RO-7        | Qabala, Azerbaïdjan                                | 40° 52′ 16,62″ N, 47° 48′ 32,25″ E émetteur 40° 52′ 04,54″ N, 47° 47′ 44,6″ E récepteur    | Daryal    | 1977-1987    | en attente ?                                     |
| RO-30       | Pechora Kamenka (en), République des Komis, Russie | 65° 12′ 36,59″ N, 57° 17′ 43,38″ E émetteur 65° 12′ 36,55″ N, 57° 16′ 34,68″ E récepteur   | Daryal    | 1978-1984    | en opération                                     |
| OS-1        | Mishelevka, Irkoutsk, Sibérie, Russie              | 52° 51′ 20,11″ N, 103° 13′ 53,94″ E émetteur 52° 51′ 42,02″ N, 103° 14′ 20,49″ E récepteur | Daryal-U  | 1979-1984    | détruit en 2011. Remplacé par un radar Voronezh. |
| OS-2        | Balkhash-9, Sary Shagan, Kazakhstan                | 46° 35′ 19,48″ N, 74° 27′ 59,19″ E émetteur 46° 36′ 02,7″ N, 74° 29′ 51,67″ E récepteur    | Daryal-U  | 1992-2004    | récepteur détruit dans un incendie en 2004       |
| OS-3        | Yeniseysk-15, Krasnoïarsk, Sibérie                 | 57° 52′ 05,67″ N, 93° 07′ 07,26″ E émetteur 57° 52′ 24,22″ N, 93° 06′ 28,09″ E récepteur   | Daryal-U  | 1983-1987    | stoppé en 1991 puis démantelé                    |